# San Miguel Mixtepec
San Miguel Mixtepec är en kommunhuvudort i Mexiko.   Den ligger i kommunen San Miguel Mixtepec och delstaten Oaxaca, i den sydöstra delen av landet, 400 km sydost om huvudstaden Mexico City. San Miguel Mixtepec ligger 1 978 meter över havet och antalet invånare är 758.
Terrängen runt San Miguel Mixtepec är huvudsakligen kuperad, men norrut är den bergig. Runt San Miguel Mixtepec är det ganska glesbefolkat, med 34 invånare per kvadratkilometer. Närmaste större samhälle är San Pablo Huixtepec, 19,3 km öster om San Miguel Mixtepec. I omgivningarna runt San Miguel Mixtepec växer i huvudsak blandskog.